# Tradição do Pantanal
O Grêmio Recreativo e Cultural Escola de Samba Tradição do Pantanal é uma escola de samba da cidade de Campo Grande, no estado brasileiro de Mato Grosso do Sul.

## História
Fundada em 17 de abril de 2005, a Tradição do Pantanal é uma dissidência da escola Igrejinha.
O seu primeiro desfile foi em 2005 com um samba alusivo à sua criação, tendo se apresentado no dia 7 de Setembro daquele mesmo ano no Bairro Coophatrabalho, num evento cívico, juntamente com o Colégio Militar de Campo Grande e a Banda Militar.
O seu segundo desfile foi em 2006, apenas como participação, na passarela do samba, na Rua 14 de Julho. Naquela ocasião foi oficialmente apresentada à cidade e à Liga das Escolas de Samba de Campo Grande, desfilando com enredo em homenagem ao aniversário de fundação da cidade, com um número aproximado de 200 componentes.
Já em 2007, participando do Grupo de Acesso, foi a primeira escola a inaugurar o recente espaço público destinado aos desfiles em Campo Grande (MS), a nova passarela do samba na Avenida Via Morena, tendo se consagrado campeã, com o enredo "Celeiros de Secos e Molhados para o Celeiro da Cultura, Viajando nos 80 Anos dos Colégio Osvaldo Cruz" que homenageava uma das mais tradicionais instituições de ensino de Campo Grande, que naquele ano completava 80 anos de fundação. Desfilou com mais de 250 componentes.
No desfile de 2008, já no Grupo Especial das Escolas de Samba, garantiu o 6º lugar com o enredo "Que Saudade do meu Pé-de-Cedro! Coxim, sua Cultura e sua Arte". O samba-enredo foi aclamado pela imprensa local como aquele que mais contagiou o público; a Rainha de Bateria, Kerollen de Paula, foi igualmente citada na mídia como a mais carismática de todo desfile. A Escola se apresentou com número aproximado de 400 componentes, o que demonstra o crescimento paulatino e a identificação da comunidade campo-grandense com a agremiação.
Para 2009, traz o enredo "Viagem ao Mundo do Circo com a Tradição", que contará na avenida algumas curiosidades do encantado mundo circense: sua origem nas Civilizações Antigas (China, Grécia, Roma Antiga e Egito), a disseminação da arte pelo mundo através do povo cigano, até o circo moderno e seus fantásticos personagens. Desfilará no dia 22/02/2009, às 20 horas, distribuída em 10 alas e 3 alegorias.
Em 15 de fevereiro de 2010, a Tradição foi a terceira escola de samba a desfilar na Via Morena, cantando o enredo "Água, fonte da Vida. Sabendo usar não vai faltar". Obteve com esse enredo apenas a quinta colocação, permanecendo no Grupo Especial.
Desde 2012, encontra-se sem desfilar.

## Segmentos

### Presidentes
| Nome                    | Mandato        | Ref. |
| ----------------------- | -------------- | ---- |
| Aristides Gomes "Tidão" | ? - atualidade |      |

### Diretores
| Ano  | Diretor de Carnaval         | Diretor geral de harmonia   | Mestre de bateria | Ref. |
| ---- | --------------------------- | --------------------------- | ----------------- | ---- |
| 2011 | Paulo Sérgio da Silva Gomes | Paulo Sérgio da Silva Gomes | Luiz Felipe       |      |

### Casal de Mestre-sala e Porta-bandeira
| Ano  | Nome             | Ref. |
| ---- | ---------------- | ---- |
| 2011 | Bira e Valquíria |      |

### Rainhas de bateria
| Período | Rainha            | Madrinha | Ref. |
| ------- | ----------------- | -------- | ---- |
| 2011    | Kerollen de Paula |          |      |

## Carnavais
| 2005 | Hour-concurs | LIENCA   | sem enredo |                                |  | [ 1 ] |  |  |  |
| 2006 | Não competiu | LIENCA   | De Campos de Vacaria à Cidade Morena, Campo Grande 106 anos de Felicidade                                                            |                                |  | [ 1 ] |  |  |  |
| 2007 | Campeã       | Acesso   | Celeiros de Secos e Molhados para os Celeiros da Cultura, Viajando nos 80 anos do Colégio Osvaldo Cruz                               |                                |  | [ 1 ] |  |  |  |
| 2008 | 6ºlugar      | Especial | Que Saudade do meu Pé-de-Cedro, Coxim: sua Cultura e sua Arte                                                                        |                                |  | [ 3 ] |  |  |  |
| 2009 | 4ºlugar      | Especial | Viagem ao Mundo do Circo com a Tradição                                                                                              |                                |  | [ 4 ] |  |  |  |
| 2010 | 5ºlugar      | Especial | Água fonte da vida. Sabendo usar não vai faltar Intérpretes:Antônio Valdo, Jamaica Souza, Lúcio, Cleone Lima Jobe, e Júlio Valcanaia |                                |  | [ 5 ] |  |  |  |
| 2011 |              | Especial | Viagem mascarada | Orion Dias Filho Jamaica Souza |  |       |  |  |  |
|      |              |          | |                                |  |       |  |  |  |